# زریار
زریار (به ترکی آذربایجانی: Zaryar) یک منطقهٔ مسکونی در جمهوری آذربایجان است که در شهرستان جلیل‌آباد واقع شده‌است.